# Wilfried Thaler
Pour les articles homonymes, voir Thaler.
Wilfried Thaler, né le 24 juillet 1934 à Hittisau (Vorarlberg) et mort le 15 février 2020 au Québec est un coureur cycliste autrichien, professionnel de 1958 à 1962. Né autrichien, il est naturalisé allemand en 1961.

## Palmarès
- 1960
  - 2e du Tour de Suisse centrale
  - 2e du Tour du Tessin
- 1961
  - 5e du Tour de Romandie

## Résultats sur les grands tours

### Tour de France
1 participation
- 1960 : abandon (6e étape)

### Tour d'Italie
1 participation
- 1961 : abandon